# 마리오스 요안누 엘리아
마리오스 요안누 엘리아(Marios Ioannou Elia, 1978년 6월 19일~)는 그리스계 키프로스인 작곡가이자, 학자, 예술·문화 기관 감독, 음악학자, 음악 평론가이다. 언론 매체들로부터 '음악적 현상', '기념비적인 인물', '그 세대의 선구적인 작곡가', '소리의 마법사', '현대 음악의 신동'으로 평가받았다.

## 예술 활동
엘리아는 세계적인 범위와 영향력을 지닌 작품들의 창작자이다. 교향곡, 오라토리오, 오페라, 랩소디, 합창 음악, 축제 음악 등 그의 작품들은 독창성, 기발함, 독특함, 그리고 이질적인 음악 장르들의 융합으로 두드러진다. 그의 작곡 작품은 약 100곡에 달한다.

## 참고 문헌
1. ↑  “Το μουσικό φαινόμενο Μάριος Ιωάννου Ηλία στο WebTV του «Π»”. 《www.politis.com.cy》 (그리스어). 2018년 1월 10일. 2025년 7월 15일에 확인함.
2. ↑  “Ein Mann fürs Monumentale”. 《augsburger-allgemeine》 (독일어). 2014년 4월 23일. 2025년 7월 1일에 확인함.
3. ↑  ““Εγνατία Οδός” με τον Γεώργιο Ντόβολο | 15.09.2024 - ERT εcho”. 《ERT Echo》 (그리스어). 2024년 9월 15일. 2025년 7월 15일에 확인함.
4. ↑  “Marios Joannou Elia”. 《musicalics.com》 (독일어). 2005년 4월 20일. 2025년 7월 11일에 확인함.
5. ↑  “Από την Κύπρο στο Βλαδιβοστόκ, δύο νότες δρόμος”. 《CNN.gr》 (그리스어). 2017년 12월 16일. 2023년 2월 14일에 확인함.
6. ↑  “Μάριος Ιωάννου Ηλία”. 《ERT εcho》 (그리스어). 2025년 7월 1일에 확인함.
7. ↑  “아리스티온 훈장을 수상한 마리오스 요안누 엘리아 – 키프로스 과학·문학·예술 아카데미” (미국 영어). 2025년 7월 1일에 확인함.
8. ↑  “| db.musicaustria.at”. 《db.musicaustria.at》. 2023년 2월 14일에 확인함.
9. ↑  Grund, Vera (2015). “Between Freedom and Determination: Marios Joannou Elia's Music for Guitar”. 《Perspectives of New Music》 53 (2): 177–188. doi:10.1353/pnm.2015.0010. ISSN 2325-7180.
10. ↑  “«마리오스 요안누 엘리아: '베르툼누스, 변신의 신'» (카산드라 알로고스쿠피 글)”. 《Ποιείν》 (그리스어). 2023년 2월 14일에 확인함.
11. ↑  Pamphouhidou, Georgia. “키프로스: 7월 20일, 마리오스 엘리아의 작품 '고통받는 성모들' 초연 – 실종자의 어머니들에게 헌정”. 《ertnews.gr》 (그리스어). 2023년 2월 14일에 확인함.
12. ↑  “마리오스 요안누 엘리아: 키프로스의 이름을 세계에 알린 작곡가, Reporter”. 《ΡΕΠΟΡΤΕΡ》. 2023년 2월 14일에 확인함.
13. ↑  “일본의 이부키, 마리오스 엘리아의 신작 주연으로 참여”. 《Avant-Garde》 (영어). 2023년 2월 14일에 확인함.
14. ↑  “울름 대성당 - 세계에서 가장 높은 교회를 위한 마리오스 엘리아의 대작”. 《www.offsite.com.cy》 (영어). 2023년 2월 14일에 확인함.
15. ↑  Solutions, BDigital Web. “마리오스 엘리아, 세계에서 가장 높은 교회에서의 공연”. 《Kathimerini.com.cy》 (그리스어). 2023년 2월 14일에 확인함.
16. ↑  “마리오스 엘리아의 새로운 멀티미디어 작곡 공연”. 《ΠΟΛΙΤΗΣ》. 2023년 2월 14일에 원본 문서에서 보존된 문서. 2023년 2월 14일에 확인함.